# Гура Правац (Арђеш)
Гура Правац (рум. Gura Pravăț) насеље је у Румунији у округу Арђеш у општини Ваља Маре-Правац. Oпштина се налази на надморској висини од 807 m.

## Становништво
Према подацима из 2002. године у насељу је живело 985 становника.

### Попис2002.
| Расподела становништва по националности 2002.‍ | Расподела становништва по националности 2002.‍ | Расподела становништва по националности 2002.‍ | Расподела становништва по националности 2002.‍ | Расподела становништва по националности 2002.‍ |
| --------------------------------------------- | --------------------------------------------- | --------------------------------------------- | --------------------------------------------- | --------------------------------------------- |
|                                               |                                               |                                               |                                               |                                               |
| Румуни                                        | Румуни                                        |                                               | 464                                           | 47,1%                                         |
| Роми                                          | Роми                                          |                                               | 521                                           | 52,9%                                         |